# Karmel St. Josef und St. Teresa

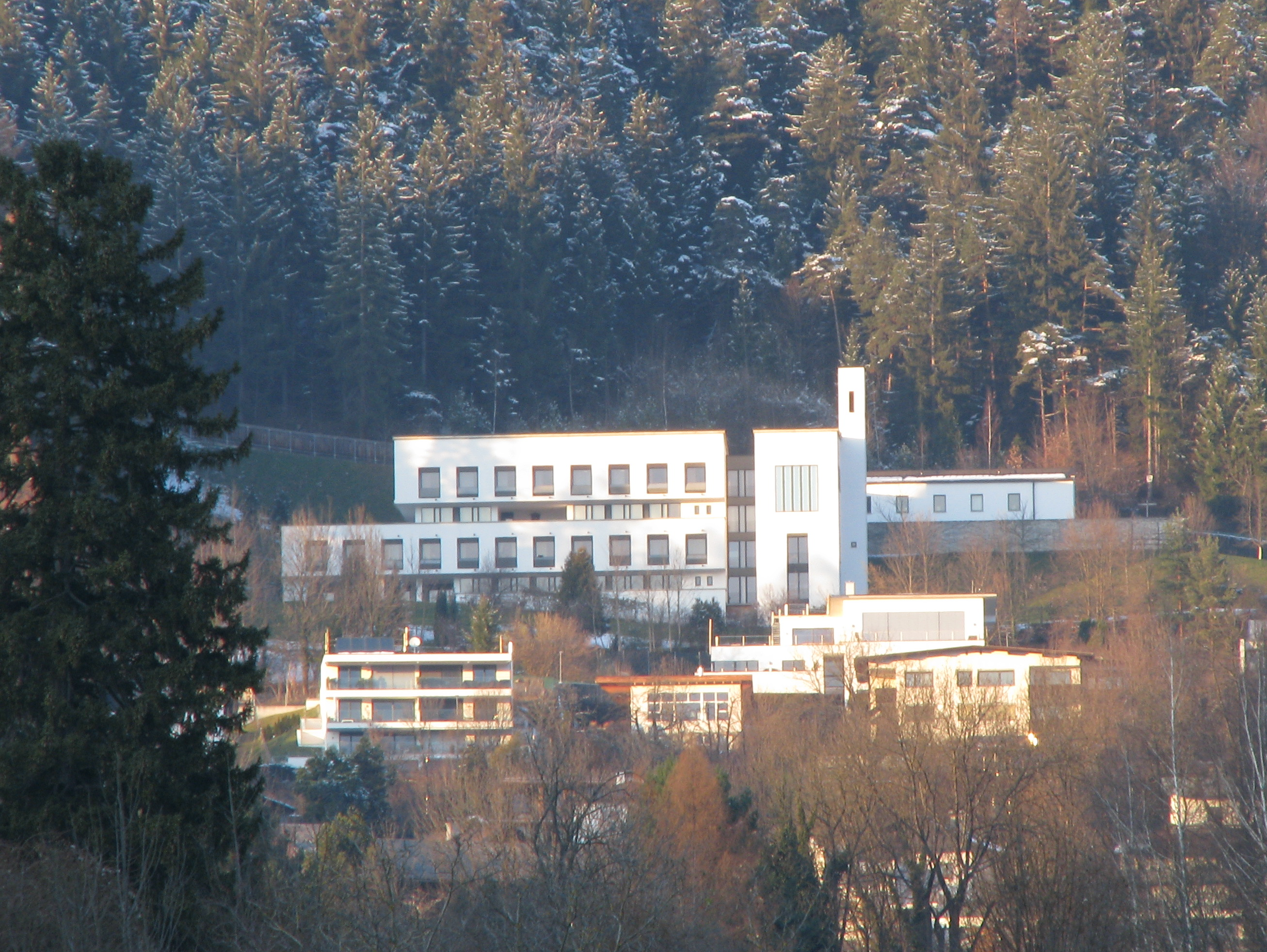
Karmel St. Josef und St. Teresa von der Stadt aus gesehen

Der Karmel St. Josef und St. Teresa ist ein Kloster der Unbeschuhten Karmelitinnen in Innsbruck.

## Geschichte

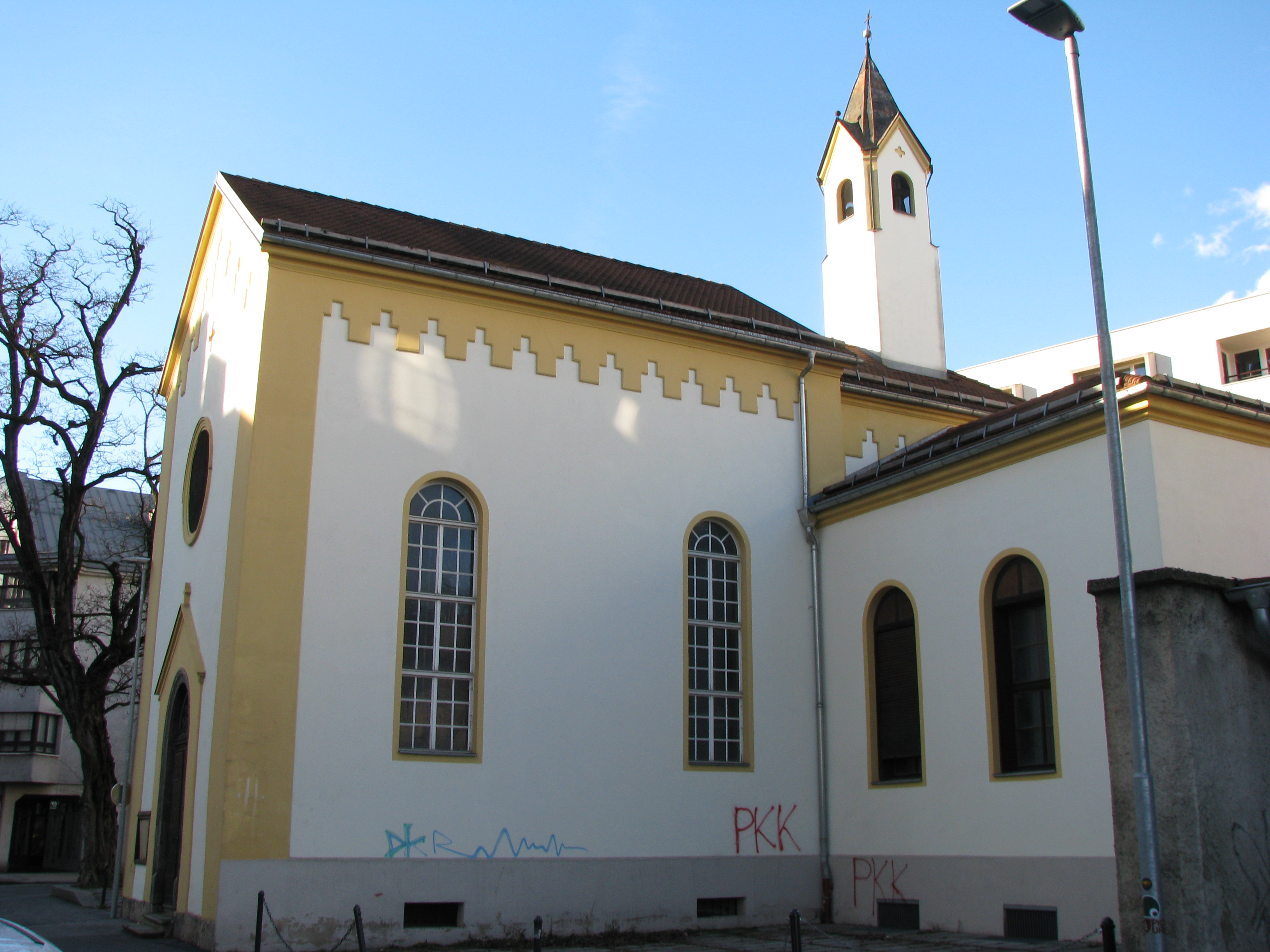
Die ehemalige Klosterkirche in Wilten

Der Lithograph Johann Nepomuk Kravogl und seine Frau Theresia bemühten sich viele Jahre lang um die Gründung eines Karmelitinnenklosters in Innsbruck. Widerstände gab es sowohl von liberalen Kreisen, als auch vom Stift Wilten, das Konkurrenz bei Spenden aus der Bevölkerung fürchtete. Am 11. Oktober 1845 traf die kaiserliche Bewilligung ein und Kravogl erwarb um 12.000 Gulden das sogenannte Memminger Schlössl in Wilten, einen ins Mittelalter zurückgehenden Ansitz, der von 1634 bis 1794 dem Kloster Neustift gehört hatte. Im Mai 1846 kamen die ersten drei Karmelitinnen mit der Priorin Maria Aloisia Diechtl aus dem Mutterkloster am Hradschin in Prag. 
Da sich der Ansitz als ungeeignet für ein Kloster herausstellte, wurde im Anger des Schlössls ein Neubau errichtet, für den 1847 der Grundstein gelegt wurde. 1848 konnte er bezogen werden, am 20. Juli 1850 wurde die Klosterkirche zu Ehren der hl. Teresa von Ávila geweiht. Der Bau des Klosters sowie der Unterhalt der Nonnen wurde durch Wohltäter wie Kravogl, den früheren Gouverneur Clemens von Brandis oder den Wiltener Abt Alois Röggl ermöglicht. Der Konvent wuchs rasch, im Jahr 1856 bestand er bereits aus 14 Chorschwestern und drei Laienschwestern. Im Zweiten Weltkrieg wurden 1943/44 die Kirche und Teile des Klosters durch Bombenangriffe zerstört. Erst in den 1950er Jahren konnte es wieder aufgebaut werden.
War das Kloster anfangs von Feldern umgeben, lag es bald mitten in der rasch wachsenden Stadt, 1856 wurde in der Nähe der heutige Hauptbahnhof errichtet. Da der Standort nicht mehr den Bedürfnissen der klausuriert lebenden Karmelitinnen entsprach, gab es seit Beginn des 20. Jahrhunderts Pläne für eine Übersiedlung des Klosters. In den 1990er Jahren stellte die Stadt Innsbruck ein Grundstück oberhalb von Mühlau am Abhang der Nordkette für einen Neubau zur Verfügung. Im geladenen Wettbewerb wurden zwei gleichwertige erste Preise an Margarethe Heubacher-Sentobe und Schlögl & Süß Architekten vergeben. Ausgeführt wurde der Entwurf von Heubacher-Sentobe. Der von 1999 bis 2003 errichtete Neubau wurde am 27. Juni 2003 durch Erzbischof Alois Kothgasser geweiht.
Nach dem Umzug der Schwestern wurden die Klostergebäude in Wilten 2004 abgebrochen und an ihrer Stelle Wohnbauten errichtet. Die denkmalgeschützte ehemalige Klosterkirche blieb erhalten und wurde renoviert.

## Beschreibung
Das Kloster ist zur Hälfte in den steilen Hang eingegraben und von einem weitläufigen Garten umgeben. Der großzügige Gebäudekomplex ist um einen zentralen, quadratischen Klausurhof nach Vorbild eines traditionellen Kreuzgangs angeordnet. Im Südtrakt befinden sich im Ober- und im ersten Untergeschoß die Zellen mit vorgelagerten Loggien. Auf der Ebene des Klausurhofes liegen die Gemeinschaftsräume und eine große Terrasse. Die schlichten weißen Fassaden des Baus entsprechen in ihrer reduzierten Zeichenhaftigkeit der Einfachheit und Strenge des Ordens.
Die Kirche ist als eigener Baukörper erkennbar und weist einen Glockenturm mit dem Wappen des Karmels auf. Im von Leo Zogmayer gestalteten Innenraum wurde zunächst das Modell eines Chorraums mit elliptisch angeordneten Stuhlreihen, in deren Brennpunkten Altar und Ambo als mobile Elemente angeordnet sind, verwirklicht. Das Klausurgitter trennt den Nonnenchor von dem der Gäste. Der Innenraum wurde nachträglich künstlerisch und architektonisch gegenüber dem ursprünglichen Zustand stark verändert.